# Parakneria malaissei
Parakneria malaissei är en fiskart som beskrevs av Poll, 1969. Parakneria malaissei ingår i släktet Parakneria och familjen Kneriidae. IUCN kategoriserar arten globalt som otillräckligt studerad. Inga underarter finns listade i Catalogue of Life.